# Nurbanu Sultan

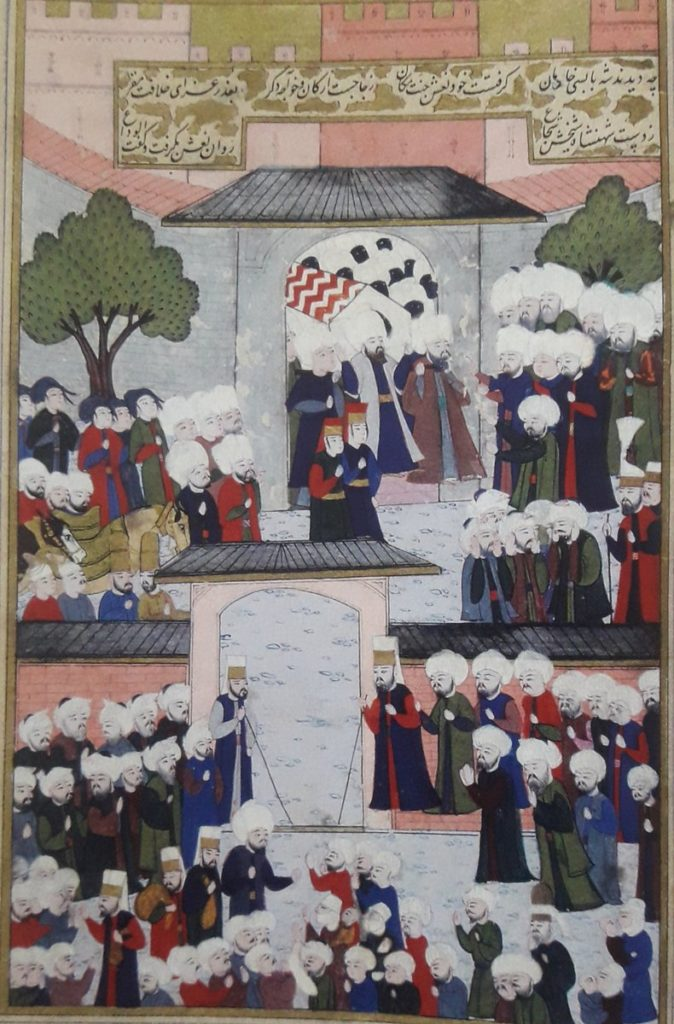
El funeral de Nurbanu Sultan, en una miniatura del libro Shahanshahnama (El libro del Rey de los Reyes).

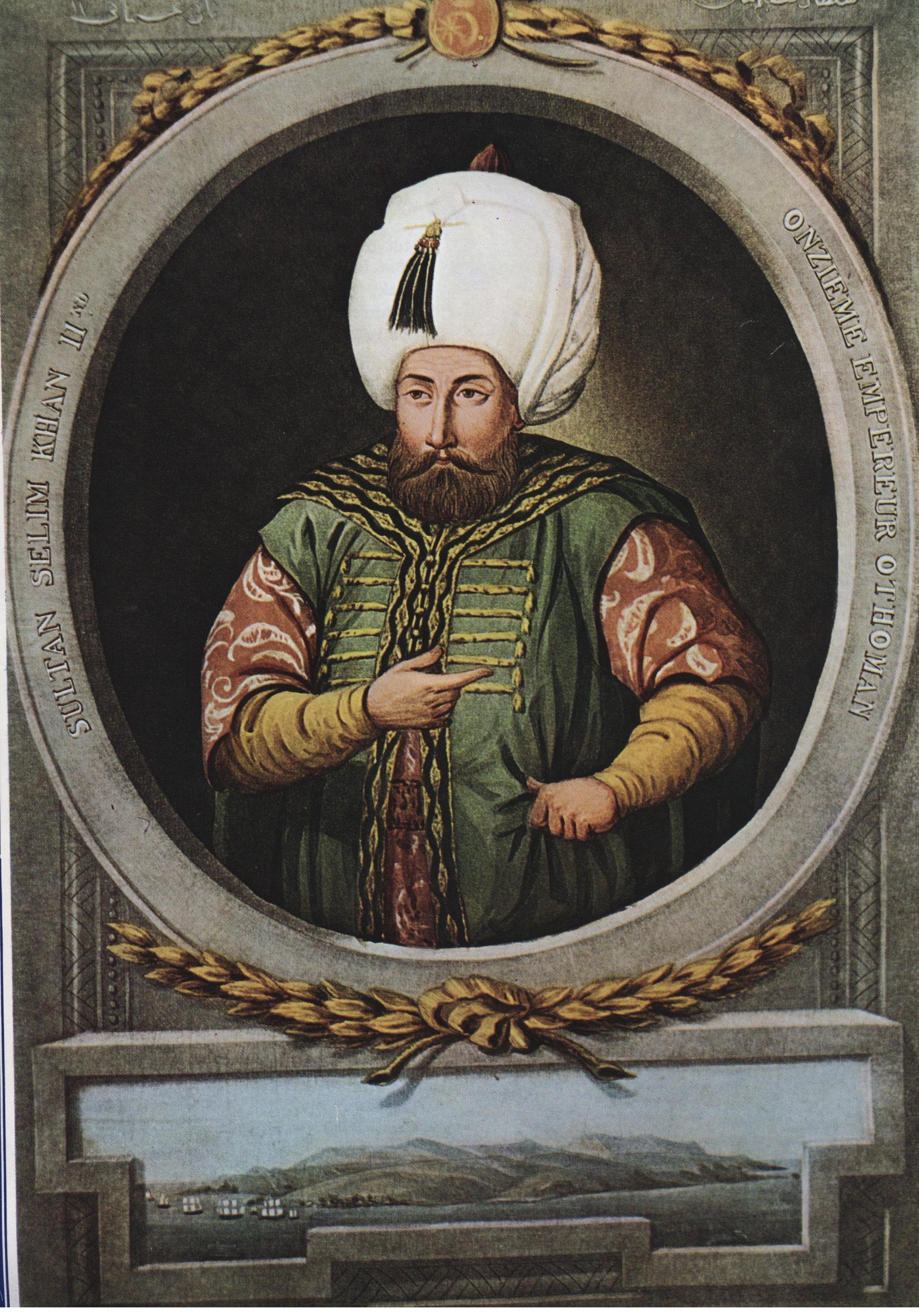
Sultán Selim II, marido de Nurbanu

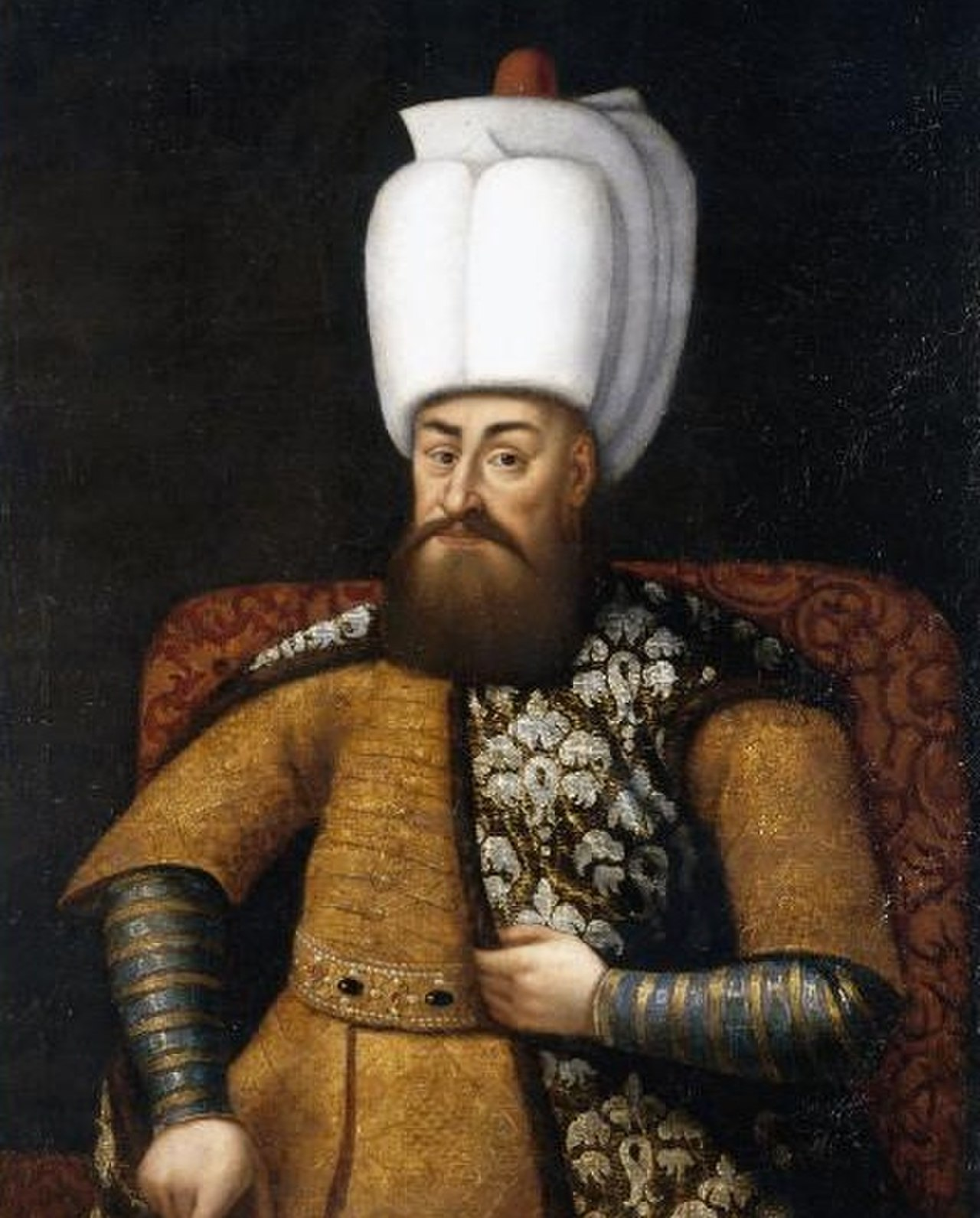
Sultán Murad III, hijo de Nurbanu

Afife Nurbanu Valide Sultan (en turco otomano; نور بانو سلطان; "reina de la luz") (Paros o Corfú, 1525 o 1530 — Estambul, 7 de diciembre de 1583) (nombre de nacimiento: Cecilia Venier, Kalē Kartanou o Rachel Marié Nassi), fue la segunda Haseki Sultan del Imperio Otomano, y Valide Sultan de Murad III. Fue una de las figuras más destacadas durante la época del Sultanato de la Mujer. Las teorías contradictorias le atribuyen un origen veneciano, o griego

## Orígenes
Nurbanu nació entre 1525 a 1530. Su etnia es desconocida y hasta el día de hoy se debaten muchas cosas sobre ella, debido a la pérdida o destrucción de archivos:
En 1900, Emilio Spagni afirmó que ella era una patricia veneciana, hija de Nicolò Venier y Violanta Baffo, secuestrada en Paros cuando fue capturada por el almirante otomano, Hayreddin Barbarroja en la Tercera Guerra Otomano-Veneciana. La propia sultana solía decir que era de ascendencia patricia veneciana, pero nunca nombraba a su familia. La opinión de que Nurbanu Sultan era Cecilia Venier Baffo ha sido seguida por Franz Babinger en su artículo sobre Nurbanu Sultan para Dizionario Biografico degli Italiani. 
En 1992, B. Arbel desafió la opinión de que ella era realmente de ascendencia veneciana. Para él, la teoría más plausible es que ella era de Corfú ptado que Nurbanu era una patricia veneciana. Los embajadores de aquella época lo habían dicho, incluso la misma sultana lo aseguraba en aquella época. Los historiadores de hoy en día concuerdan como tal en la teoría. 
Nurbanu, quien poseía una gran belleza e inteligencia llamó posiblemente la atención de Hürrem Sultan, y fue enviada al harén del futuro Selim II, quien en ese entonces sólo era un príncipe y tenía pocas posibilidades de llegar al trono.

## Vida
En 1537, el famoso corsario, Jeireddín Barbarroja conquistó la isla y Cecilia fue capturada y vendida en Constantinopla en un mercado de esclavos. Fue introducida en el Palacio de Topkapı, durante el sultanato de Solimán el Magnífico. Fue introducida posteriormente en el harén de Selim II y fue elegida como concubina para pronto terminar siendo la favorita de él. Entre 1543 y 1545, tuvo tres hijas y finalmente el 4 de julio de 1546 dio a luz a su único hijo varón, el heredero al trono que posteriormente sería Murad III. 
Según los historiadores, Selim y Nurbanu se casaron de forma legal en la primavera de 1570; otros dicen que se casaron luego de la ascensión al trono de Selim, en 1566.
Los poemas que Selim escribió para Nurbanu se consideran los ejemplos más bellos de la literatura de diván. Como dijo Selim para Nurbanu:
“Cuando me adelantas, los lugares que pisas se convierten en un jardín de rosas, y cuando me miras después de que te llamo, se siente como si el tiempo se detuviera”.
Cuando Şehzade Selim subió al trono, Nurbanu obtuvo el título de Haseki Sultan siendo la segunda mujer esclava en la historia otomana en casarse con un sultán, teniendo un sueldo de 1100 aspers diarios y más de 170 sirvientes a su disposición, y durante el reinado de su marido tuvo además, una gran influencia en los asuntos tanto estatales y del harén, todo esto en consecuencia del gran amor y respeto que le tenía su esposo, Selim II. Fue una de las sultanas más poderosas y la tercera sultana más rica del Imperio Otomano. En los años siguientes, muchas mujeres entraron en la vida de Selim, pero ninguna de ellas pudo impresionarlo tanto como lo hizo Nurbanu.

## Valide Sultan
Cuando en 1574 Murad III subió al trono, Nurbanu recibió el título de Valide Sultan se convirtió en la segunda mujer en tener este título, y mantuvo su liderazgo en el asesoramiento de su hijo en las decisiones políticas. Nurbanu, con toda su influencia sobre su hijo, estaba involucrada en el gobierno, y el propio sultán no parecía tener voz en su gobierno. La verdadera influencia de Nurbanu comenzó en esta época. Aunque también tuvo influencia sobre muchas cosas como Haseki, en su mayoría solo apoyó a Selim desde el fondo y gradualmente construyó sus propios círculos para el futuro. Sin embargo, como Valide, inmediatamente comenzó a trabajar y puso a sus personas de confianza en puestos cada vez más altos para fortalecerse a sí misma y a su hijo a través de ellos. Su objetivo manifiesto era debilitar el dominio de su yerno, Sokollu Mehmed Paşa, ya que la influencia de él casi había rivalizado con la del sultán, y esto no podía permitirse. Los partidarios de Nurbanu tampoco eran insignificantes, ya que incluían, por ejemplo, al quinto visir Lala Kara Mustafa Paşa, Şemsi Ahmed Paşa, que sirvió durante los reinados de Selim I, Solimán I y Selim II. También tuvo de aliados a Gazanfer Ağa, el eunuco principal, Esther Handali, una influyente mujer judía, y Canfeda Hatun.
Bajo la influencia de Nurbanu en el harén, el gran respeto y devoción de su hijo Murad por ella también jugó un papel. El dinero de Nurbanu, que alcanzó grandes cantidades tanto entre miembros dinásticos como entre funcionarios de alto nivel, se considera un indicador de este poder. Como Valide Sultan, se le asignaron 2000 aspers diarios.
También mantuvo correspondencia con el Dux de la República de Venecia. Su profundo compromiso con Venecia también hace probable su origen veneciano. Sin embargo, debemos admitir que su correspondencia con el dux veneciano fue objetiva y fría, sugiriendo sólo una especie de relación comercial. Su influencia en este tema fue tan seria que no solo ayudó a crear pequeños acuerdos comerciales, sino que también detuvo una guerra concreta. Esto último ocurrió poco antes de su muerte. Cuando escuchó que el almirante Kiliç Ali Paşa, en respuesta a las provocaciones de los venecianos, quería sugerir una guerra al sultán, Nurbanu inmediatamente envió un mensaje al paşa para que no se atreviera a presentarse frente a Murad con esa idea. El hombre recibió la carta tan pronto como estaba esperando la audiencia en el sultán, por lo que cuando lo llamaron, el paşa confundido y asustado dejó caer la carta, que a su vez fue inmediatamente recogida y devuelta por un sirviente con la intención de ayudar. Esto ya había llamado la atención de Murad, quien por supuesto le preguntó qué era. Sin embargo, él se limitó a responder que ya no era relevante porque la Valide Sultan estaba en contra.
El poder de Nurbanu queda bien ilustrado por un acontecimiento ocurrido en 1582, cuando tuvo una discusión con el Gran Visir, Koca Sinan Paşa. El Gran Visir se atrevió abiertamente a decir de Nurbanu que:
"No es el consejo de mujeres el que gobierna el imperio, ni la influencia recae en ellas, aunque quiera demostrar que es así a toda costa".
Para esto, por supuesto, Nurbanu decidió mostrarle al Gran Visir lo equivocado que estaba y simplemente le dijo a su hijo que destituyera a Sinan de su cargo, quien así lo hizo.
También siguió el ejemplo de su difunta suegra, Hürrem Sultan, en la correspondencia con dignatarios extranjeros, ya que mantenía correspondencia regular con Catalina de Médici, reina de Francia. Gracias a su correspondencia con Catalina, logró estabilizar las relaciones entre los dos países y enviar embajadores a los países del otro. Además, con la ayuda de su cuñada Mihrimah Sultan y su hija Esmehan Sultan, logró que los franceses liberaran a dos mujeres turcas previamente capturadas en el mar.
Nurbanu, que tenía una gran fortuna, dejó un gran número de fundaciones piadosas. Los más importantes son la Mezquita Eski Valide y su complejo, en Üsküdar, Toptaşı. Este complejo se puso en servicio en 1583. Para obtener dinero para este complejo, construyó el Yeşil Direkli Hamam (gran baño turco) cerca de la Mezquita Cedid Valide, Çemberlitaş Hamamı (Çifte Hamam) en Divanyolu y Havuzlu Hamam en Langa. Hizo recolectar agua con el nombre de Eski Valide Suyu, y drenó esa agua de las fuentes de la Mezquita Atik Valide y su complejo, y fuentes cerca de Semih Paşa, Tunusbağı, At Pazarı y Körbakkal, y recibió la bendición de la gente.
Nurbanu y su nuera Safiye Sultan tuvieron una muy mala relación, un gran ejemplo de ellos y es que en su lecho de muerte, Nurbanu le pidió a Murad que no permitiera que Safiye obtuviera poder ni político así como tampoco en el harén y este cumplió su promesa poniendo a la criada de su madre, Canfeda Hatun como la nueva directora del harén. Otro ejemplo de su mala relación es que entre en 1580 y 1582, Safiye habría sido expulsada del palacio debido a que Murad era incapaz de mantener relaciones con mujeres, y Nurbanu la acusó de embrujarlo.

## Caridad
Nurbanu quería crear proyectos de construcción más grandes que Hürrem, por lo que, con la ayuda de Mimar Sinan, creó el Complejo de la Mezquita Atik Valide en Üsküdar. Las construcciones comenzaron con el permiso de Selim durante su reinado. De particular interés es que en estos permisos emitidos por Selim, menciona a Nurbanu como la Valide Sultan, a pesar de que ella todavía no tenía ese rango en ese momento. Finalmente, en 1583, se completó el complejo. Este edificio fue el primero en la capital construido por una mujer miembro de la dinastía y tenía dos minaretes. Además de la mezquita, el complejo contaba con varias escuelas, alojamiento sufí, así como un hospital excelentemente equipado y la primera biblioteca creada por una mujer en la capital. También había un comedor social donde se distribuían periódicamente alimentos a los necesitados. Aunque en el complejo había baños,
Sin embargo, no fueron sólo sus grandiosas construcciones las que hicieron de Nurbanu una persona caritativa. Hizo construir una residencia en Yeni Kapi, donde a menudo recibía invitados y escuchaba quejas. Ella también asistió personalmente a las oraciones públicas. Esta costumbre era originalmente responsabilidad del sultán, quien asistía a una oración pública todos los viernes. El sultán Solimán incluso hizo esto, Selim solo la visitaba ocasionalmente para orar en público, pero Murad casi no mostró ninguna disposición, por lo que ella continuó la tradición en lugar de su hijo.
Al menos se conoce un caso en el que Nurbanu aceptó una solicitud de ayuda de los plebeyos. Una mujer pidió ayuda a Nurbanu para liberar a su hijo, que fue capturado durante la batalla naval de 1571 en Palermo. Nurbanu prometió esto y ayudó a la mujer.
Nurbanu también tuvo un hijo adoptivo, Mahmud, cuyo origen exacto y por qué fue adoptado por Nurbanu se desconoce. Todo lo que sabemos es que Selim II le dio el niño para que lo criara. Nurbanu prestó especial atención a la educación del niño, que poco a poco fue ascendiendo también en la política. Además, la Valide Sultan también quería que se casara con una de sus nietas, Ayşe. Entre sus nietos, Ayşe era aquella cuya naturaleza no era en lo más mínimo similar a la de su madre, Safiye, quizás por eso a Nurbanu le gustaba más y quería entregársela a su propio hijo adoptivo. Al final, sin embargo, el matrimonio no se llevó a cabo, ya que con la muerte de Nurbanu, las posibilidades de Mahmud disminuyeron, por lo que finalmente renunció a convertirse en el marido de Ayşe y se casó con la hija de una familia muy prominente.

## Descendencia
- Şah Sultan (Manisa,  c. 1543 — Estambul, 3 de noviembre de 1580), se casó en 1562 con Damat Çakırcıbaşı Hassan Paşa, luego se casó con Damat Zal Mahmud Paşa;
- Gevherhan Sultan (Manisa, c. 1544  — Estambul, 1624), casada en 1562 con Damat Piyale Paşa, posterior a eso se casó con Damat Cerrah Mehmed Paşa;
- Esmehan Sultan (Manisa, c. 1545 — Estambul, 8 de agosto de 1585), se casó en 1562 con Damat Sokullu Mehmed Paşa, luego se casó con Damat Kalaylıkoz Ali Paşa;
- Murad III (Manisa, 4 de julio de 1546 — Estambul, 16 de enero de 1595), sucedió a su padre en 1574 bajo el nombre de Murad III, los cristianos lo llamaban Amurates III.

## Muerte
Cayó gravemente enferma, posiblemente cáncer de estómago. Murió el 7 de diciembre de 1583 y fue enterrada al lado de su esposo en el patio de la mezquita de Santa Sofía. Se rumorea que fue la misma Safiye, quién estuvo detrás de la muerte de Nurbanu, usando veneno poco a poco en sus comidas con ayuda de algunas sirvientes, hasta su deceso. Sin embargo, eso se ha quedado solo en un rumor. Por otra parte, alrededor de un tercio de su inmensa fortuna quedó en manos de las mezquitas y las fundaciones de caridad. 
Nurbanu atrajo un gran grupo de seguidores en su funeral. En contra de la norma de que los sultanes permanecían en el palacio durante la procesión fúnebre, Murad decidió acompañar el cadáver de su madre hasta la Mezquita Fatih. Fue enterrada junto a Selim, convirtiéndose así en la primera en ser enterrada junto a su cónyuge. 
| Predecesor: Ayşe Hafsa Sultan    | Valide Sultan 1574 - 1583 | Sucesor: Safiye Sultan |
| Predecesor: Haseki Hürrem Sultan | Haseki sultan 1566 - 1574 | Sucesor: Safiye Sultan |